# حمض النوناديكانويك
حمض النوناديكانويك هو حمض كربوكسيلي له الصيغة الكيميائية C19H38O2، والتي يمكن كتابتها على الشكل CH3(CH2)17COOH. ويكون على شكل مسحوق بلوري أبيض اللون. ينتمي حمض النوناديكانويك إلى الأحماض الدهنية المشبعة، وتسمى أملاح واسترات هذا الحمض نوناديكانوات.

## الوفرة الطبيعية
لا يتوفر حمض النوناديكانويك بشكل كبير في الطبيعة، إذ يوجد بنسب ضئيلة في دهون بعض المنتجات الطبيعية مثل دهن لحوم البقريات.

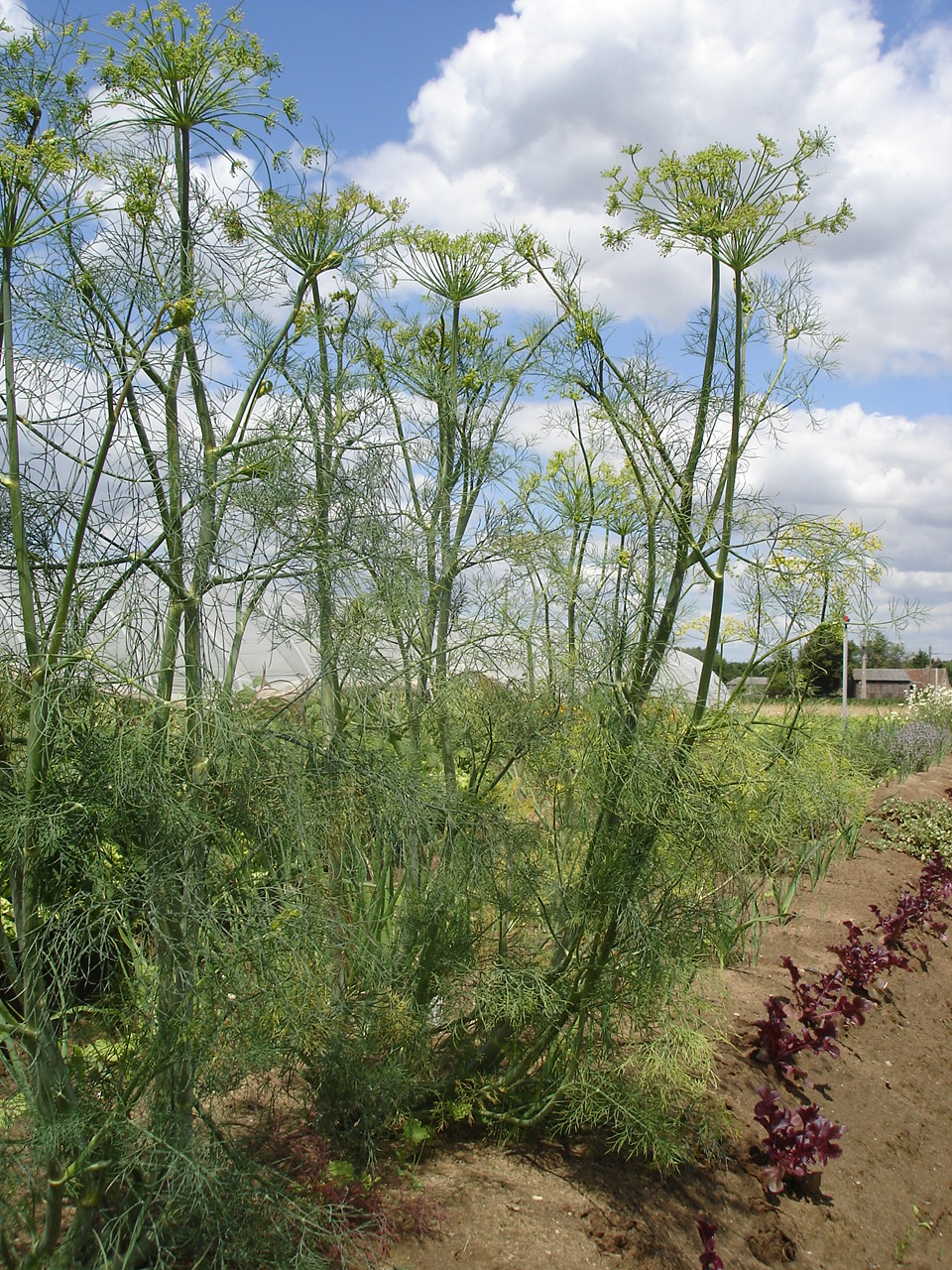
شبت

يوجد المركب أيضاً في دهون بعض النباتات مثل الشبت بنسبة تصل إلى حوالي 10% من مجموع الدهون فيها؛ كما يوجد أيضاً في الطحالب الحمراء؛ وكذلك في بعض الأحياء المكروئية مثل Streptomyces scabiei. عثر أيضاً على المركب في إفرازات بعض أنواع الحشرات مثل الأرضة، التي تستخدمه ضمن نظامها الدفاعي.

## الاستخدامات
نظراً لندرة انتشار هذا المركب بالنسبة لباقي الأحماض العضوية فيستخدم معياراً داخلياً في التحليل الكيميائي للأحماض الدهنية بتقنية الاستشراب الغازي (الكروماتوغرافيا الغازية).